# Donvale
Donvale är en del av en befolkad plats i Australien. Den ligger i kommunen Manningham och delstaten Victoria, omkring 19 kilometer öster om delstatshuvudstaden Melbourne. Antalet invånare är 11 795.
Runt Donvale är det mycket tätbefolkat, med 1 632 invånare per kvadratkilometer.. Närmaste större samhälle är Melbourne, omkring 19 kilometer väster om Donvale. 
Runt Donvale är det i huvudsak tätbebyggt. Genomsnittlig årsnederbörd är 1 244 millimeter. Den regnigaste månaden är juli, med i genomsnitt 140 mm nederbörd, och den torraste är januari, med 49 mm nederbörd.